# لا شاپل-گلن
لا شاپِل-گلِن (به فرانسوی: La Chapelle-Glain) یک کمون (فرانسه) در فرانسه است که در لوآر-آتلانتیک واقع شده‌است. لا شاپِل-گلِن ۳۴٫۵ کیلومتر مربع مساحت دارد.